# كسوف الشمس 9 مارس 2035
سيحدث كسوف حلقي للشمس في 9 مارس 2035. يحدث كسوف الشمس عندما يمر القمر بين الأرض والشمس ، وبالتالي يحجب صورة الشمس كليًا أو جزئيًا عن مشاهد على الأرض. يحدث الكسوف الحلقي للشمس عندما يكون القطر الظاهري للقمر أصغر من قطر الشمس، مما يحجب معظم ضوء الشمس ويتسبب في أن تبدو الشمس وكأنها حلقة . يظهر الخسوف الحلقي على شكل كسوف جزئي فوق منطقة من الأرض يبلغ عرضها آلاف الكيلومترات.

## الصور
مسار متحرك

## الخسوفات ذات الصلة

### كسوف الشمس 2033-2036
هذا الكسوف هو جزء من سلسلة كسوف الشمس 2033-2036. يتكرر الكسوف في كل 177 يومًا تقريبًا و 4 ساعات في العقد المتناوبة من مدار القمر.
| عقدة تنازلية                                                                | عقدة تنازلية         |     | عقدة تصاعدية         | عقدة تصاعدية |
| 120                                                                         | مارس 30, 2033 كلي    | 125 | سبتمبر 23, 2033 جزئي |              |
| 130                                                                         | مارس 20, 2034 كلي    | 135 | سبتمبر 12, 2034 حلقي |              |
| 140                                                                         | مارس 9, 2035 حلقي    | 145 | سبتمبر 2, 2035 كلي   |              |
| 150                                                                         | فبراير 27, 2036 جزئي | 155 | أغسطس 21, 2036 جزئي  |              |
| يحدث كسوف جزئي للشمس في 23 يوليو 2036 في مجموعة خسوف السنة القمرية التالية. |                      |     |                      |              |

### ساروس 140
وهي جزء من دورة ساروس 140 تتكرر كل 18 سنة و 11 يوماً وتحتوي على 71 حدثاً.
- بدأت السلسلة بكسوف جزئي للشمس في 16 أبريل 1512.
- يحتوي على الكسوف الكلي من 21 يوليو 1656 حتى 9 نوفمبر 1836 ،
- والكسوف الهجين من 20 نوفمبر 1854 حتى 23 ديسمبر 1908 ،
- والكسوف الحلقي من 3 يناير 1927 حتى 7 ديسمبر 2485.
- تنتهي السلسلة في الحدث 71 ككسوف جزئي في 1 يونيو 2774.

كانت أطول مدة للإجمالي هي 4 دقائق و 10 ثوانٍ في 12 أغسطس 1692.
| يحدث أعضاء السلسلة 23-53 بين عامي 1901 و 2450: | يحدث أعضاء السلسلة 23-53 بين عامي 1901 و 2450: | يحدث أعضاء السلسلة 23-53 بين عامي 1901 و 2450: |
| 23                                             | 24                                             | 25                                             |
| ---------------------------------------------- | ---------------------------------------------- | ---------------------------------------------- |
| </img> </br> 23 ديسمبر 1908                    | </img> </br> 3 يناير 1927                      | </img> </br> 14 يناير 1945                     |
| 26                                             | 27                                             | 28                                             |
| </img> </br> 25 يناير 1963                     | </img> </br> 4 فبراير 1981                     | </img> </br> 16 فبراير 1999                    |
| 29                                             | 30                                             | 31                                             |
| </img> </br> 26 فبراير 2017                    | </img> </br> 9 مارس 2035                       | </img> </br> 20 مارس 2053                      |
| 32                                             | 33                                             | 34                                             |
| </img> </br> 31 مارس 2071                      | </img> </br> 10 أبريل 2089                     | </img> </br> 23 أبريل 2107                     |
| 35                                             | 36                                             | 37                                             |
| </img> </br> 3 مايو 2125                       | </img> </br> 14 مايو 2143                      | </img> </br> 25 مايو 2161                      |
| 38                                             | 39                                             | 40                                             |
| </img> </br> 5 يونيو 2179                      | </img> </br> 15 يونيو 2197                     | </img> </br> 28 يونيو 2215                     |
| 41                                             | 42                                             | 43                                             |
| </img> </br> 8 يوليو، 2233                     | </img> </br> 19 يوليو 2251                     | </img> </br> 29 يوليو، 2269                    |
| 44                                             | 45                                             | 46                                             |
| </img> </br> 10 أغسطس 2287                     | </img> </br> 21 أغسطس 2305                     | </img> </br> 1 سبتمبر 2323                     |
| 47                                             | 48                                             | 49                                             |
| </img> </br> 12 سبتمبر 2341                    | </img> </br> 23 سبتمبر 2359                    | </img> </br> 3 أكتوبر 2377                     |
| 50                                             | 51                                             | 52                                             |
| </img> </br> 14 أكتوبر 2395                    | </img> </br> 25 أكتوبر 2413                    | </img> </br> 5 نوفمبر 2431                     |
| 53                                             |                                                |                                                |
| </img> </br> 15 نوفمبر 2449                    |                                                |                                                |

### سلسلة ميتونيك
تتكرر السلسلة ميتونيك كل 19 عامًا (6939.69 يومًا) ، وتستمر حوالي 5 دورات. يحدث الكسوف في نفس تاريخ التقويم تقريبًا. بالإضافة إلى ذلك، تتكرر سلسلة اكتون الفرعية 1/5 من ذلك أو كل 3.8 سنوات (1387.94 يومًا). تحدث جميع الكسوفات في هذا الجدول عند العقدة الهابطة للقمر.
| سلسلة Octon مع 21 حدثًا بين 21 مايو 1993 و 2 أغسطس 2065 | سلسلة Octon مع 21 حدثًا بين 21 مايو 1993 و 2 أغسطس 2065 | سلسلة Octon مع 21 حدثًا بين 21 مايو 1993 و 2 أغسطس 2065 | سلسلة Octon مع 21 حدثًا بين 21 مايو 1993 و 2 أغسطس 2065 | سلسلة Octon مع 21 حدثًا بين 21 مايو 1993 و 2 أغسطس 2065 |
| مايو 20–21                                             | مارس 8–9                                               | ديسمبر 25–26                                           | أكتوبر 13–14                                           | أغسطس 1–2                                              |
| 98                                                     | 100                                                    | 102                                                    | 104                                                    | 106                                                    |
| ------------------------------------------------------ | ------------------------------------------------------ | ------------------------------------------------------ | ------------------------------------------------------ | ------------------------------------------------------ |
| مايو 21, 1955                                          | مارس 9, 1959                                           | ديسمبر 26, 1962                                        | أكتوبر 14, 1966                                        | أغسطس 2, 1970                                          |
| 108                                                    | 110                                                    | 112                                                    | 114                                                    | 116                                                    |
| مايو 21, 1974                                          | مارس 9, 1978                                           | ديسمبر 26, 1981                                        | أكتوبر 14, 1985                                        | أغسطس 1, 1989                                          |
| 118                                                    | 120                                                    | 122                                                    | 124                                                    | 126                                                    |
| مايو 21, 1993 [الإنجليزية]                             | مارس 9, 1997 [الإنجليزية]                              | ديسمبر 25, 2000 [الإنجليزية]                           | اكتوبر 14, 2004                                        | أغسطس 1, 2008                                          |
| 128                                                    | 130                                                    | 132                                                    | 134                                                    | 136                                                    |
| مايو 20, 2012                                          | مارس 9, 2016                                           | ديسمبر 26, 2019                                        | اكتوبر 14, 2023                                        | أغسطس 2, 2027                                          |
| 138                                                    | 140                                                    | 142                                                    | 144                                                    | 146                                                    |
| مايو 21, 2031                                          | مارس 9, 2035                                           | ديسمبر 26, 2038                                        | اكتوبر 14, 2042                                        | أغسطس 2, 2046                                          |
| 148                                                    | 150                                                    | 152                                                    | 154                                                    | 156                                                    |
| مايو 20, 2050                                          | مارس 9, 2054                                           | ديسمبر 26, 2057                                        | اكتوبر 13, 2061                                        | أغسطس 2, 2065                                          |
| 158                                                    | 160                                                    | 162                                                    | 164                                                    | 166                                                    |
| مايو 20, 2069 [الإنجليزية]                             | مارس 8, 2073                                           | ديسمبر 26, 2076                                        | أكتوبر 13, 2080                                        | أغسطس 1, 2084                                          |

### سلسلة اينكس
هذا الكسوف هو جزء من دورة اينكس طويلة الأمد، يتكرر عند العقد المتناوبة، كل 358 شهرًا سينوديًا (≈ 10571.95 يومًا، أو 29 عامًا ناقص 20 يومًا).
مظهرها وخط طولها غير منتظمين بسبب عدم التزامن مع الشهر غير الطبيعي (فترة الحضيض). ومع ذلك، فإن مجموعات 3 دورات اينكس (87 سنة ناقص شهرين) تقترب (≈ 1,151.02 شهرًا غير طبيعي) ، لذا فإن الكسوف متشابه في هذه المجموعات.
| أعضاء سلسلة اينكس بين عامي 1901 و 2100:      | أعضاء سلسلة اينكس بين عامي 1901 و 2100:    | أعضاء سلسلة اينكس بين عامي 1901 و 2100:       |
| -------------------------------------------- | ------------------------------------------ | --------------------------------------------- |
| </img> </br> 29 مايو 1919 </br> (ساروس 136)  | </img> </br> 9 مايو 1948 </br> (ساروس 137) | </img> </br> 18 أبريل 1977 </br> (ساروس 138)  |
| </img> </br> 29 مارس 2006 </br> (ساروس 139)  | </img> </br> 9 مارس 2035 </br> (ساروس 140) | </img> </br> 17 فبراير 2064 </br> (ساروس 141) |
| </img> </br> 27 يناير 2093 </br> (ساروس 142) |                                            |                                               |

### سلسلة تريتوس
هذا الكسوف هو جزء من دورة تريتوس، يتكرر عند العقد المتناوبة كل 135 شهرًا متزامنًا (≈ 3986.63 يومًا، أو 11 عامًا ناقص شهر واحد). مظهرها وخط طولها غير منتظمين بسبب نقص التزامن مع الشهر غير الطبيعي (فترة الحضيض) ، لكن التجمعات المكونة من 3 دورات تريتوس (33 عامًا ناقص 3 أشهر) تقترب (≈ 434.044 شهرًا غير طبيعي) ، لذا فإن الكسوف متشابه في هذه التجمعات.
| أعضاء السلسلة بين 1801 و 2100           | أعضاء السلسلة بين 1801 و 2100           | أعضاء السلسلة بين 1801 و 2100           | أعضاء السلسلة بين 1801 و 2100 |
| --------------------------------------- | --------------------------------------- | --------------------------------------- | ----------------------------- |
| ديسمبر 21, 1805 (ساروس119)              | نوفمبر19, 1816 (ساروس120)               | أكتوبر 20, 1827 (ساروس121)              |                               |
| سبتمبر 18, 1838 (ساروس122)              | أغسطس 18, 1849 (ساروس123)               | يوليو 18, 1860 (ساروس124)               |                               |
| يونيو 18, 1871 (ساروس125)               | مايو 17, 1882 (ساروس126)                | أبريل 16, 1893 (ساروس127)               |                               |
| مارس 17, 1904 [الإنجليزية] (ساروس128)   | فبراير 14, 1915 [الإنجليزية] (ساروس129) | يناير 14, 1926 [الإنجليزية] (ساروس130)  |                               |
| ديسمبر 13, 1936 [الإنجليزية] (ساروس131) | نوفمبر12, 1947 [الإنجليزية] (ساروس132)  | اكتوبر 12, 1958 [الإنجليزية] (ساروس133) |                               |
| سبتمبر 11, 1969 [الإنجليزية] (ساروس134) | أغسطس 10, 1980 [الإنجليزية] (ساروس135)  | يوليو 11, 1991 [الإنجليزية] (ساروس136)  |                               |
| يونيو 10, 2002 (ساروس137)               | مايو 10, 2013 (ساروس138)                | أبريل 8, 2024 (ساروس139)                |                               |
| مارس 9, 2035 (ساروس140)                 | فبراير 5, 2046 (ساروس141)               | يناير 5, 2057 (ساروس142)                |                               |
| ديسمبر 6, 2067 (ساروس143)               | نوفمبر4, 2078 [الإنجليزية] (ساروس144)   | اكتوبر 4, 2089 [الإنجليزية] (ساروس145)  |                               |
| سبتمبر 4, 2100 (ساروس146)               |                                         |                                         |                               |

في القرن الثاني والعشرين:
- ساروس 147: حلقي كسوف الشمس في 4 أغسطس 2111
- ساروس 148: كسوف كلي للشمس ليوم 4 يوليو 2122
- ساروس 149: كسوف كلي للشمس بتاريخ 3 يونيو 2133
- ساروس 150: حلقي كسوف للشمس في 3 مايو 2144
- ساروس 151: حلقي كسوف للشمس في 2 أبريل 2155
- ساروس 152: كسوف كلي للشمس بتاريخ 2 مارس 2166
- ساروس 153: كسوف حلقي للشمس بتاريخ 29 يناير 2177
- ساروس 154: حلقي كسوف للشمس في 29 ديسمبر 2187
- ساروس 155: كسوف كلي للشمس بتاريخ 28 نوفمبر 2198

في القرن الثالث والعشرين:
- ساروس 156: حلقي كسوف شمسي 29 أكتوبر 2209
- ساروس 157: حلقي كسوف للشمس في 27 سبتمبر 2220
- ساروس 158: كسوف شمسي كلي لـ 28 أغسطس، 2231
- ساروس 159: كسوف شمسي جزئي لشهر يوليو 28، 2242
- ساروس 160: كسوف شمسي جزئي في 26 يونيو 2253
- ساروس 161: كسوف شمسي جزئي في 26 مايو 2264
- ساروس 162: كسوف شمسي جزئي في 26 أبريل 2275
- ساروس 163: كسوف شمسي جزئي في 25 مارس 2286
- ساروس 164: كسوف شمسي جزئي لشهر فبراير 22، 2297

## روابط خارجية
- www.solar-eclipse.de - متوسط التغطية السحابية والمدن على طول مسار الكسوف